# Phreagena soyoae
Phreagena soyoae is een tweekleppigensoort uit de familie van de Vesicomyidae. De wetenschappelijke naam van de soort is voor het eerst geldig gepubliceerd in 1957 door Okutani.